# Elliot Richardson
Elliot Lee Richardson (Boston, 20 de julho de 1920 – Boston, 31 de dezembro de 1999) foi um advogado e político Republicano norte-americano que serviu nos gabinetes dos presidentes Richard Nixon e Gerald Ford. Como Procurador-geral, ele foi uma grande figura do Caso Watergate e renunciou ao cargo ao invés de seguir a ordem de Nixon e demitir o promotor especial Archibald Cox.
Richardson serviu como Secretário da Saúde, Educação e Bem-estar Social de 1970 a 1973, Secretário de Defesa de janeiro a maio de 1973, Procurador-geral de maio a outubro de 1973, e Secretário do Comércio de 1976 a 1977. Ele é um de apenas duas pessoas que ocuparam quatro cargos de gabinete diferentes na história do governo dos Estados Unidos, o outro é George P. Shultz.